# Why Korea?
Why Korea? ist ein US-amerikanischer Dokumentar-Kurzfilm von Edmund Reek aus dem Jahr 1950, der in den USA im Januar 1951 erstmals veröffentlicht wurde. Der Film wurde mit einem Oscar ausgezeichnet. 

## Inhalt
Die Amerikaner stellen ihre Sichtweise dar, warum es gerechtfertigt war, auf Seiten Südkoreas in den nationalen Konflikt, der sich zum Koreakrieg mit internationaler Beteiligung ausweitete, einzugreifen. 

## Hintergrund
Im Koreakrieg (1950 bis 1953) kämpfte die Demokratische Volksrepublik Korea (Nordkorea) zusammen mit der Volksrepublik China auf der einen Seite gegen die Republik Korea (Südkorea) zusammen mit Truppen der Vereinten Nationen, unter Führung der Vereinigten Staaten, auf der anderen Seite. Die beiden unterschiedlichen Regime waren nach dem Zweiten Weltkrieg aus der sowjetischen und der amerikanischen Besatzungszone hervorgegangen und verstanden sich beide als einzig rechtmäßiger Nachfolger des 1910 von Japan annektierten Kaiserreichs Korea. Nordkorea wollte eine Wiedervereinigung des Landes unter eigener Führung erzwingen. Bis heute sind US-Truppen in Südkorea stationiert, und es gibt keinen Friedensvertrag.

## Auszeichnung
Auf der Oscarverleihung 1951 wurde Edmund Reek für den von ihm produzierten Film in der Kategorie „Bester Dokumentar-Kurzfilm“ mit einem Oscar ausgezeichnet.